# Antoniów (Wielogóra)
Antoniów – część wsi Wielogóra (do 31 grudnia 2002 kolonia) w Polsce, położona w województwie mazowieckim, w powiecie radomskim, w gminie Jedlińsk.